# Calicnemia zhuae
Calicnemia zhuae là loài chuồn chuồn trong họ Platycnemididae. Loài này được Zhang & Yang mô tả khoa học đầu tiên năm 2008.